# Phylactocephalus microlepis
Phylactocephalus microlepis è un pesce osseo estinto appartenente agli alepisauriformi. Visse nel Cretaceo superiore (Cenomaniano, circa 95 milioni di anni fa) e i suoi fossili sono stati ritrovati in Libano. 

## Descrizione
Questo pesce, lungo fino a una trentina di centimetri, possedeva un corpo relativamente compatto e una testa piuttosto grossa, con un'apertura orbitale molto ampia. La pinna dorsale era corta e alta, mentre quella caudale era biforcata e omocerca. I denti erano piccoli e sottili.

## Classificazione
Questo pesce è noto per alcuni fossili ritrovati in Libano e descritti per la prima volta nel 1887 da Davis. Successivamente, Arthur Smith Woodward ritenne che questo pesce fosse sostanzialmente identico a un altro pesce rinvenuto in Libano, Halec. Successivi studi (Goody, 1969) ritennero che i due generi fossero distinti. Phylactocephalus e Halec appartengono agli alepisauriformi, un gruppo di pesci attualmente noti per poche specie ma diffusi maggiormente nel Cretaceo. Si suppone che Halec e Phylactocephalus fossero strettamente imparentati con forme come Eurypholis ed Enchodus, dotati di enormi denti aguzzi.